# Ganga (diosa)

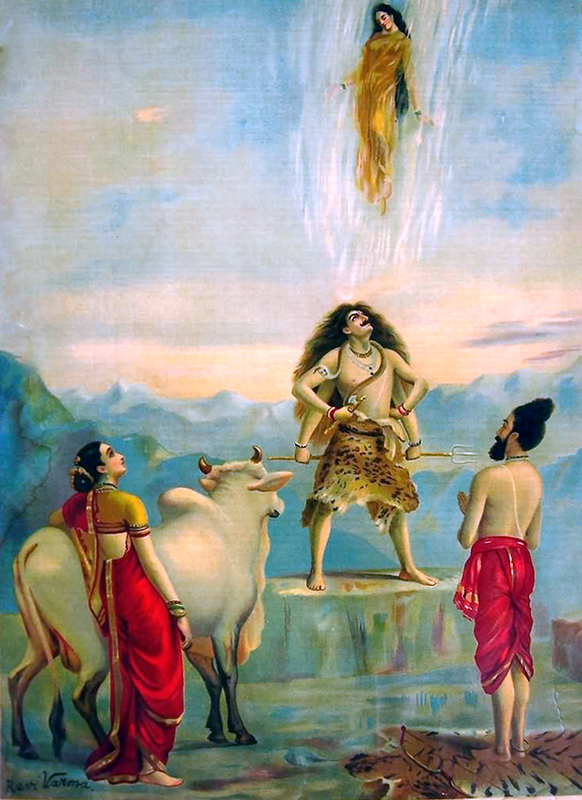
El descenso de Ganga, obra del pintor indio Ravi Varma (1848-1906). El dios Shiva se prepara para aguantar la caída de la diosa Ganga. Se ve a la diosa Párvati apoyada en la diosa vaca Surabhí y el sabio Baguirata con las manos unidas en actitud devocional.

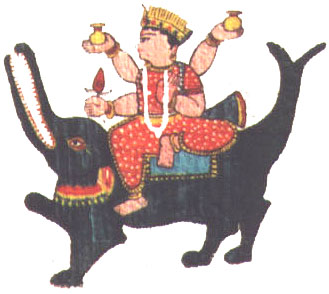
Representación de la diosa Ganga montada sobre su vájana (un cocodrilo), según una pintura india.

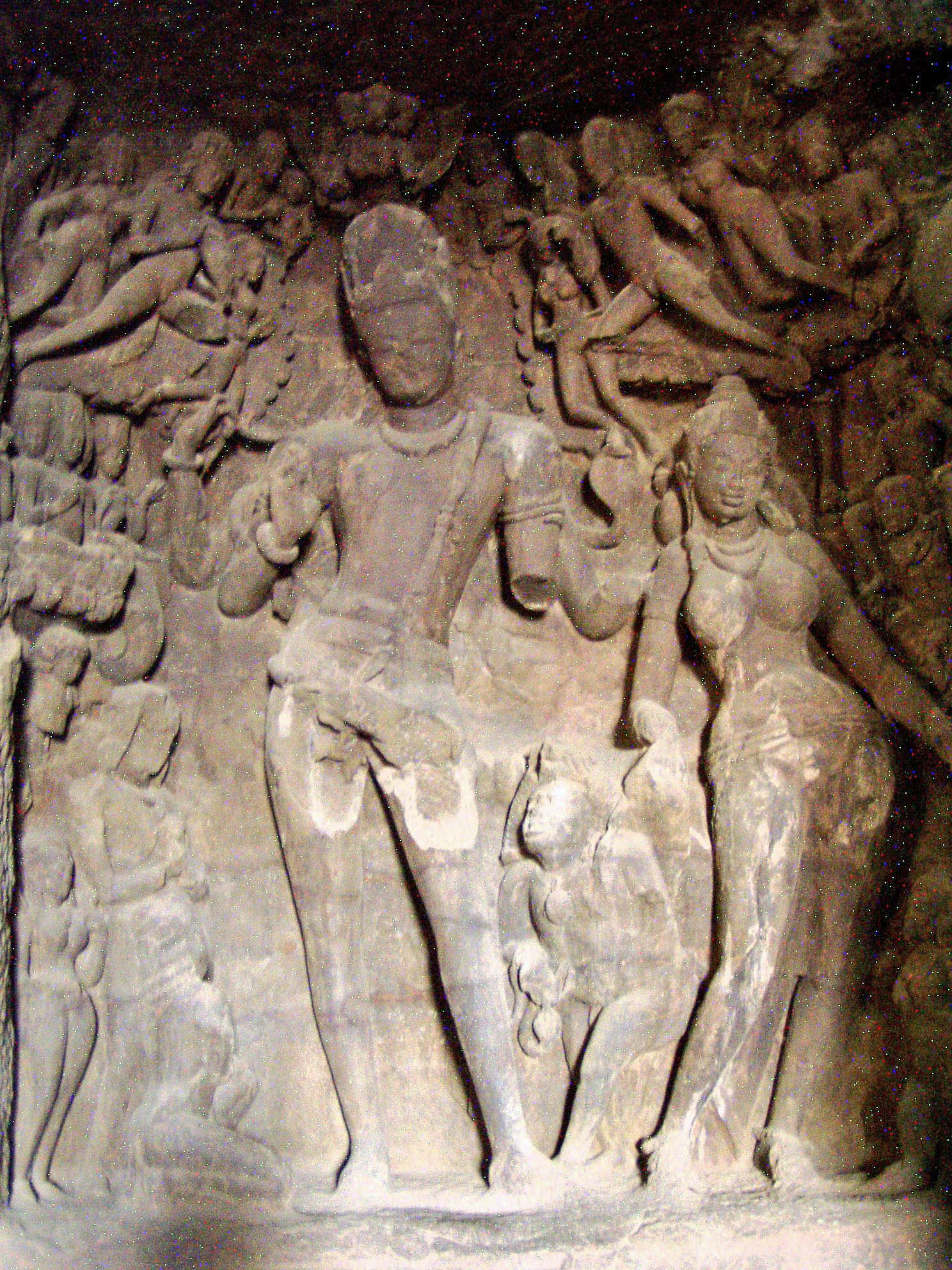
Shiva Ganga-dhara (‘que sostiene al Ganges’) en un bajorrelieve de las grutas de Elefanta (cerca de Bombay).

Maa Ganga (madre Ganges) o Ganga Devi (diosa Ganges) es en el hinduismo, la diosa del río Ganges. 

## Leyenda
Según la leyenda, esta diosa era la madrastra de Kártikeia, el dios de la guerra, hijo de Shiva y Párvati.
A lo largo del río se encuentran numerosos lugares sagrados para los hinduistas, como las ciudades de Benarés y Haridwar. 
Se cree que cada inmersión en el río sirve para expiar un pecado. Además, depositar las cenizas de un cadáver en el Ganges evita el ciclo de las reencarnaciones al difunto. Los hinduistas realizan continuas peregrinaciones al río para bañarse en él o meditar en sus orillas.

## Historia
Según la mitología, el dios Brahmá creó el río Ganges a partir del sudor que recogió del pie del dios Visnú. Años más tarde, un rey de nombre Sagara tuvo 60 000 hijos. 
Un día, el rey realizaba un ritual para el dios del reino en el que participaba un caballo. El dios Indra, celoso, robó el caballo y Sagar envió a todos sus hijos por toda la Tierra para encontrar al animal. Finalmente lo encontraron en el inframundo al lado de un sabio penitente. Creyendo que el sabio era el autor del robo, lo insultaron y golpearon. El sabio abrió los ojos y miró a los hijos de Sagar. Su mirada hizo arder hasta la muerte a los 60 000 hijos del rey. Las almas de los hijos de Sagar vagarían como fantasmas hasta que terminara por completo el ritual que su padre había iniciado. Uno de los descendientes de Sagar, el rey Bhagīratha, rogó al dios Brahmá que permitiera a la diosa Ganga descender desde el Cielo para tocar con sus purificantes aguas las cenizas de los difuntos, que así podrían ascender al Cielo. 
Brahmá aceptó y ordenó que la diosa se llegara hasta el inframundo. Pero Ganga temía la caída contra la Tierra. Entonces Bhaguirata le pidió al dios Shiva que amortiguara el despeño del río. Ganga cayó sobre la mata de cabellos de la cabeza de Shiva, pero creó un caos en toda la zona de los Himalayas, donde estaba meditando el rey Yajnú, quien montó en cólera y tragó por completo las aguas del río. Los dioses y Bhaguirata oraron al sabio para que soltara a la diosa. Así lo hizo Yajnú. Entonces Bhaguiratha guio con su rapidísimo carro (justamente, en idioma sánscrito bhagui-ratha significa ‘rápida carreta’) al río a través de la India hasta el océano. Allí Ganga llegó hasta el borde del océano ―el borde de la Tierra plana― y cayó en el infierno, donde liberó a las almas infortunadas de los 60.000 hijos de Sagara.

## Otras leyendas

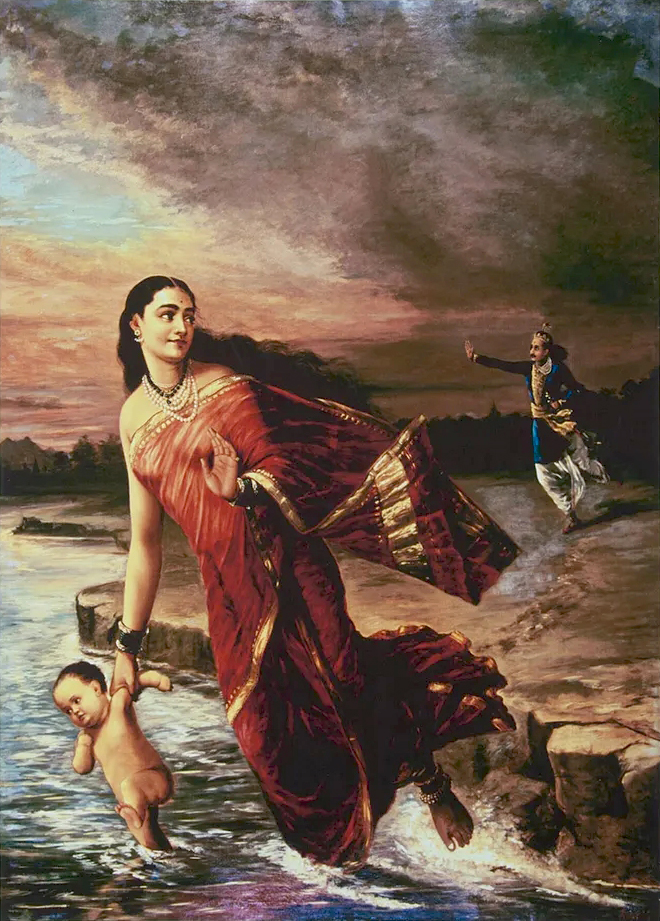
El rey Santanu evita que la diosa Ganga ahogue al octavo hijo de ambos, quien se hizo conocido como Bhisma.

Según las escrituras hinduistas como el Skanda-purana, la diosa Ganga fue la madre adoptiva de Kartikeia (también llamado Subrahmania y Murugan), que en realidad era hijo del dios Shiva con la diosa Parvati.
Parvati había creado una estatua de Ganesha con su propio excremento. Lo sumergió en las sagradas aguas del Ganges y resultó dotado de vida. Por eso se dice que Ganesha tiene dos madres: Parvati y Ganga, y por lo tanto se llama Duai-Matura y también Gangueia (‘hijo de Ganga’).
El Majabhárata (texto épico-religioso del siglo III a. C.) dice que los dioses Vasus, a quienes el sabio Vashishta los maldijo a nacer en la Tierra, le pidieron a la diosa Ganga que fuera su madre. Ganga se encarnó como una mujer y se convirtió en la esposa del rey Santanu con la condición de que el rey en ningún momento le cuestionara ninguna sus acciones, de lo contrario ella lo abandonaría. Cuando nació el primer Vasu, Ganga lo ahogó con sus propias manos en sus propias aguas, liberándolo de la maldición. El rey ―aunque desesperado al ver morir a su primogénito―, no se opuso, por miedo a perder a su amada esposa. Los siguientes Vasus nacieron como hijos de ambos, y Ganga los ahogó uno tras otro. Pero cuando nació el octavo Vasu, el rey finalmente se opuso a su esposa y ella lo abandonó. Así que el octavo hijo, que era Diaus encarnado, se mantuvo con vida, encarcelado en un cuerpo humano, y más tarde llegó a ser conocido como Bhisma y Devavrata, que es uno de los personajes más respetados del Majabhárata.